# 可废止推理
有疏漏性推理是对推理形式的研究，它尽管令人信服，却不如演绎推理那么形式化和严格。它已经在哲学中，和最近在人工智能中讨论过了。
其他演绎推理的替代者包括归纳推理和逆推推理。它们在传统上不被术语「有疏漏性推理」所覆盖。

## 哲学起源
尽管亚里士多德把对逻辑和哲学有效的推理形式同在日常生活中使用的更常见的推理（参见辩证法和修辞学）区分了开来，后来的哲学家主要关心演绎推理。
直到逻辑实证主义开始失宠，哲学家罗德里克·奇泽姆和John L. Pollock复兴了对有疏漏性推理的兴趣。

## 人工智能
大约在同一个时期，人工智能的先驱如约翰·麦卡锡和Patrick J. Hayes在遇到框架问题和限定问题的时候，提出了某种形式的有疏漏性推理。
已提出的一些形式的有疏漏性推理：
- McCarthy提出的方案是限制的逻辑原理
- Raymond Reiter提出了缺省逻辑系统和封闭世界假定的形式化
- McDermott和Doyle提出了非单调逻辑
- Robert C. Moore提出了自动认识逻辑
- Donald Nute提出了有疏漏性逻辑